# Hermann Hänggi
Pour les articles homonymes, voir Hänggi.
Hermann Hänggi, né le 15 octobre 1894 à Mümliswil-Ramiswil et mort le 21 novembre 1978 à Berthoud, est un gymnaste suisse.

## Palmarès

### Jeux olympiques
- Amsterdam 1928
  -  médaille d'or par équipes
  -  médaille d'or au cheval d'arçons
  -  médaille d'argent au concours général individuel
  -  médaille de bronze aux barres parallèles